# Гаммасте
Га́ммасте (ест. Hammaste küla) — село в Естонії, у волості Кастре повіту Тартумаа.

## Населення
Чисельність населення на 31 грудня 2011 року становила 58 осіб.

## Географія
Поблизу села проходить автошлях 45 (Тарту — Ряпіна — Вярска). Від населеного пункту починаються дороги 22280 (Гаммасте — Разіна) та 22265 (Реола — Гаммасте). 

## Історія
До 24 жовтня 2017 року село входило до складу волості Винну.